# Francesco Cossiga
Francesco Cossiga (ur. 26 lipca 1928 w Sassari, zm. 17 sierpnia 2010 w Rzymie) – włoski prawnik i polityk, wieloletni parlamentarzysta, minister, premier Włoch w latach 1979–1980, prezydent Włoch w latach 1985–1992.

## Życiorys
Z wykształcenia prawnik. Pracował zawodowo jako nauczyciel akademicki na Uniwersytecie w Sassari, gdzie wykładał prawo konstytucyjne.
Od młodości związany z Chrześcijańską Demokracją, do której wstąpił w 1945. W 1958 został po raz pierwszy wybrany do Izby Deputowanych. Posłem pozostawał nieprzerwanie do 1983 w ramach III, IV, V, VI, VII i VIII kadencji. W 1966 objął stanowisko podsekretarza stanu w resorcie obrony, które zajmował w kilku rządach. W 1974 Aldo Moro powierzył mu urząd ministra bez teki, a w 1976 urząd ministra spraw wewnętrznych. Funkcję tę pełnił także w gabinecie Giulia Andreottiego. Ustąpił w 1978 po zamordowaniu Aldo Moro, za co przyjął polityczną odpowiedzialność.
Porwanie i zabójstwo byłego premiera nie zachwiało jednak jego karierą polityczną. W sierpniu 1979 Francesco Cossiga stanął na czele włoskiego rządu, który tworzyli chadecy, liberałowie i socjaldemokraci. W kwietniu 1980 sformował drugi swój gabinet, wspierany poza Chrześcijańską Demokracją także przez socjalistów i republikanów. Funkcję premiera pełnił do października 1980.
W 1983 wszedł w skład Senatu, następnie został przewodniczącym tej izby włoskiego parlamentu. 24 czerwca 1985 kolegium elektorskie w pierwszy głosowaniu (większością 752 głosów na 977) wybrało go na urząd prezydenta Republiki Włoskiej. Stanowisko to zajmował do 1992, ustąpił na dwa miesiące przed końcem kadencji. Kończył urzędowanie w okresie przemian politycznych, które doprowadziły do radykalnych zmian na włoskiej scenie partyjnej. Jak każdy były prezydent został następnie z urzędu dożywotnim senatorem. Pozostał aktywny w działalności krajowej, m.in. w 1998 zorganizował centrową partię polityczną pod nazwą Unia Demokratów na rzecz Republiki, która jednak rozpadła się rok później.
27 listopada 2006 zapowiedział rezygnację z funkcji senatora, którą jednak w głosowaniu z 31 stycznia 2007 Senat odrzucił większością 178 głosów „przeciw” przy 100 głosach „za”.
Francesco Cossiga był kuzynem Enrica Berlinguer, przywódcy Włoskiej Partii Komunistycznej.
W 1960 zawarł związek małżeński z Giuseppą Sigurani; od 1993 małżonkowie byli w separacji, a pięć lat później rozwiedli się
Był także krótkofalowcem, posiadał znak I0FCG.

## Odznaczenia
- Order Zasługi Republiki Włoskiej:
  - Wielki Mistrz – ex officio (1985–1992)
  - Cavaliere di Gran Croce Decorato di Gran Cordone – 1992, po zakończeniu kadencji[7]
  - Commendatore – 2006[8]
- Wielki Mistrz Orderu Wojskowego Włoch – ex officio (1985–1992)
- Wielki Mistrz Orderu Zasługi za Pracę – ex officio (1985–1992)
- Wielki Mistrz Orderu Gwiazdy Solidarności Włoskiej – ex officio (1985–1992)
- Wielki Mistrz Orderu Vittorio Veneto – ex officio (1985–1992)
- Wielki Łańcuch Orderu Infanta Henryka (Portugalia) – 1990[9]
- Krzyż Wielki Orderu Chrystusa
- Łańcuch Orderu Wyzwoliciela San Martina
- Wielka Wstęga Orderu Leopolda
- Krzyż Wielki Orderu Krzyża Południa
- Łańcuch Orderu Zasługi Chile
- Wielki Order Króla Tomisława
- Krzyż Wielki Orderu Danebroga
- Krzyż Wielki Orderu Sikatuny
- Krzyż Wielki Legii Honorowej
- Krzyż Wielki Orderu Oranje-Nassau
- Krzyż Wielki z Łańcuchem Orderu Sokoła Islandzkiego
- Łańcuch Orderu Al-Husseina ibn Alego
- Krzyż Wielki Orderu Korony Dębowej
- Łańcuch Orderu Pro Merito Melitensi
- Krzyż Wielki Orderu Słońca Peru
- Krzyż Komandorski z Gwiazdą Orderu Odrodzenia Polski
- Krzyż Wielki Orderu Zasługi Rzeczypospolitej Polskiej
- Stopień Specjalny Krzyża Wielkiego Orderu Zasługi Republiki Federalnej Niemiec
- Krzyż Wielki Orderu San Marino
- Order Królewski Serafinów
- Złoty Łańcuch Orderu Piusa IX
- Wielki Łańcuch Orderu Oswobodziciela
- Order Flagi
- Krzyż Wielki Orderu Łaźni
- Krzyż Wielki Orderu św. Michała i św. Jerzego
- Krzyż Wielki Świętego Konstantyńskiego Orderu Wojskowego Świętego Jerzego
- Złoty Order Wolności Republiki Słowenii[10]